# Meßkirch
Meßkirch – miasto w Niemczech, w kraju związkowym Badenia-Wirtembergia, w rejencji Tybinga, w regionie Bodensee-Oberschwaben, w powiecie Sigmaringen, siedziba wspólnoty administracyjnej Meßkirch. Leży w Górnej Szwabii, nad rzeką Ablach, ok. 14 km na południowy zachód od Sigmaringen, przy drogach krajowych B311 i B313.

## Osoby urodzone w Meßkirch
- Martin Heidegger, filozof egzystencjalista

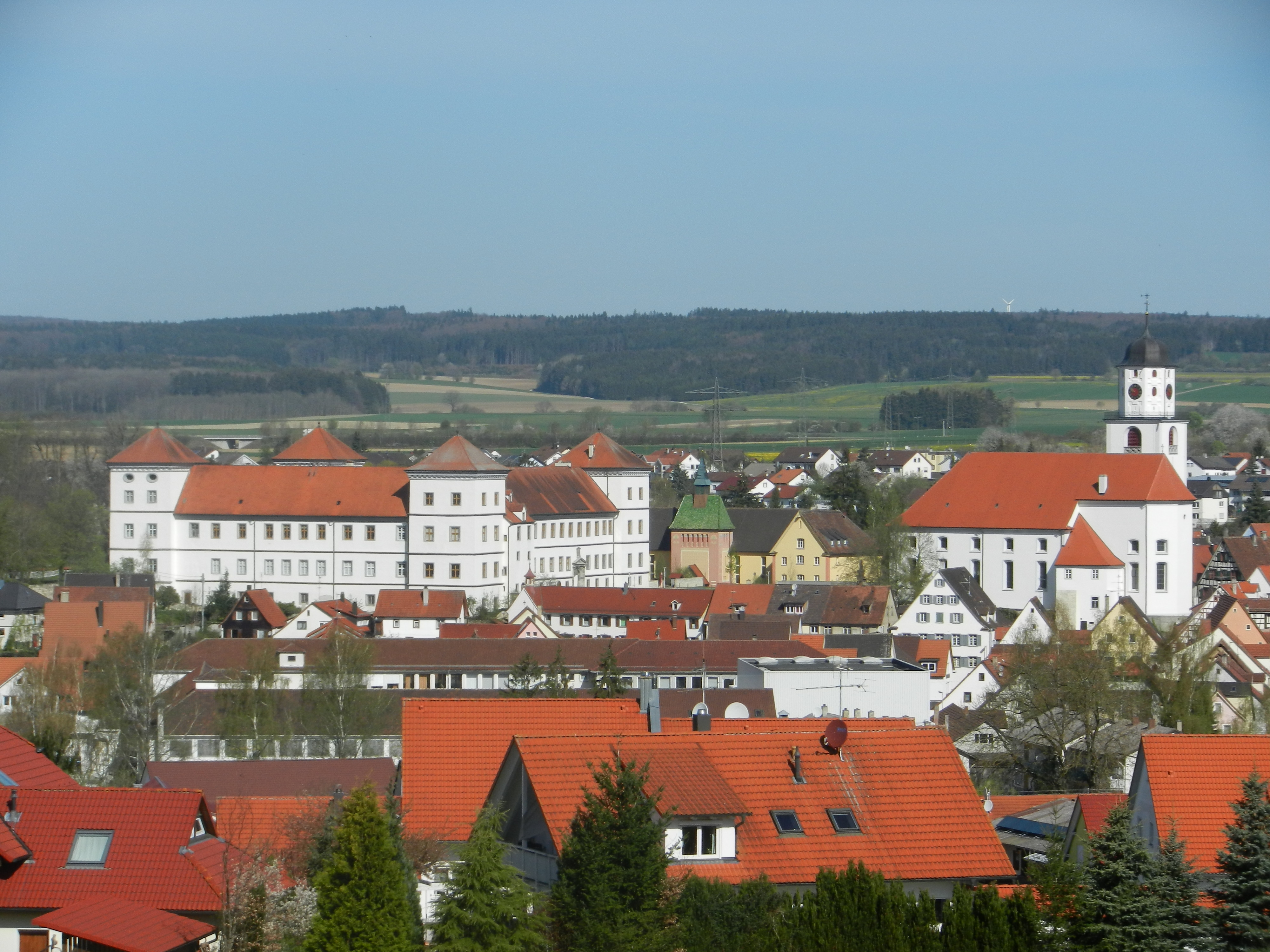
Meßkirch

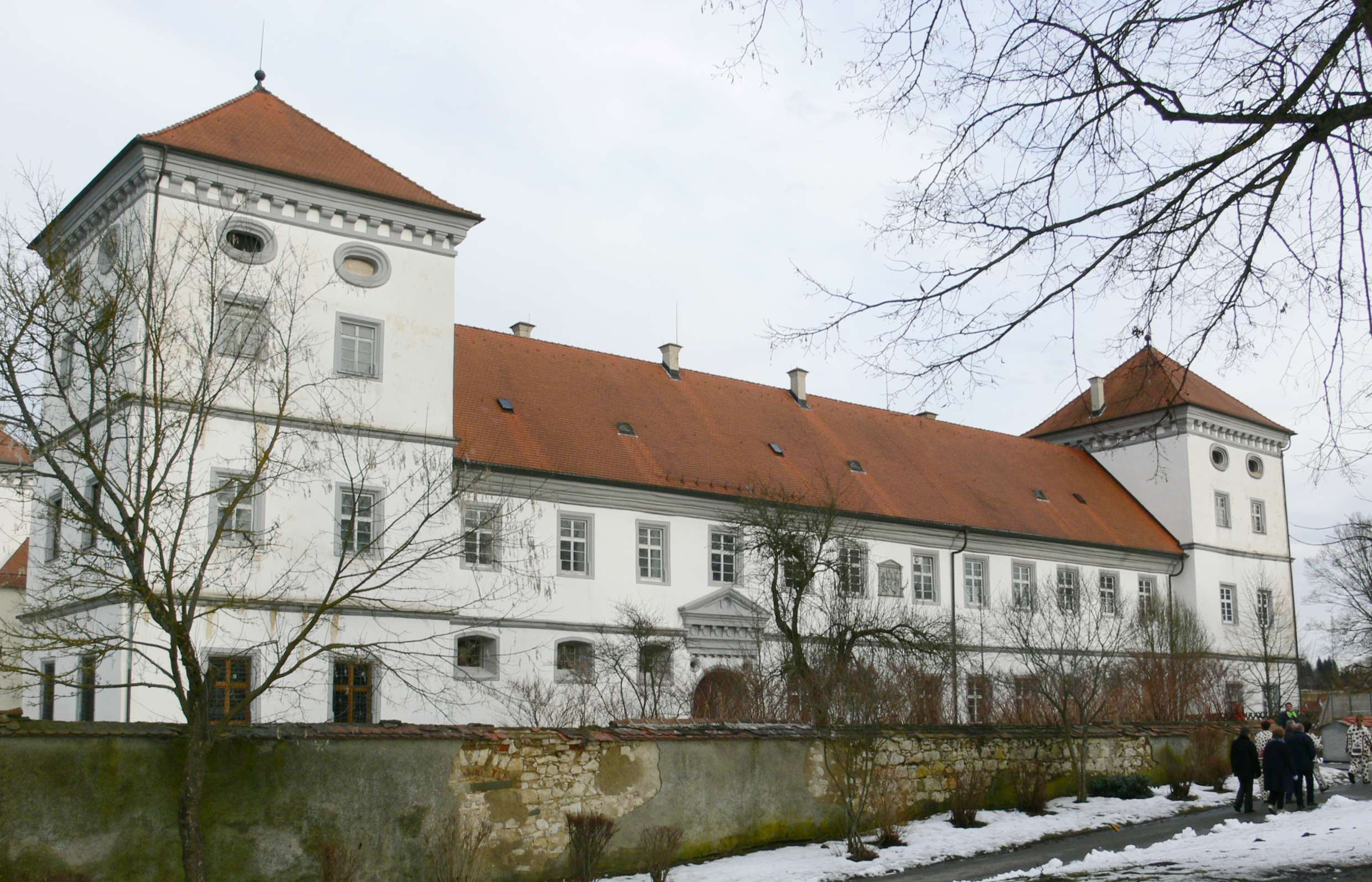
Zamek Meßkirch

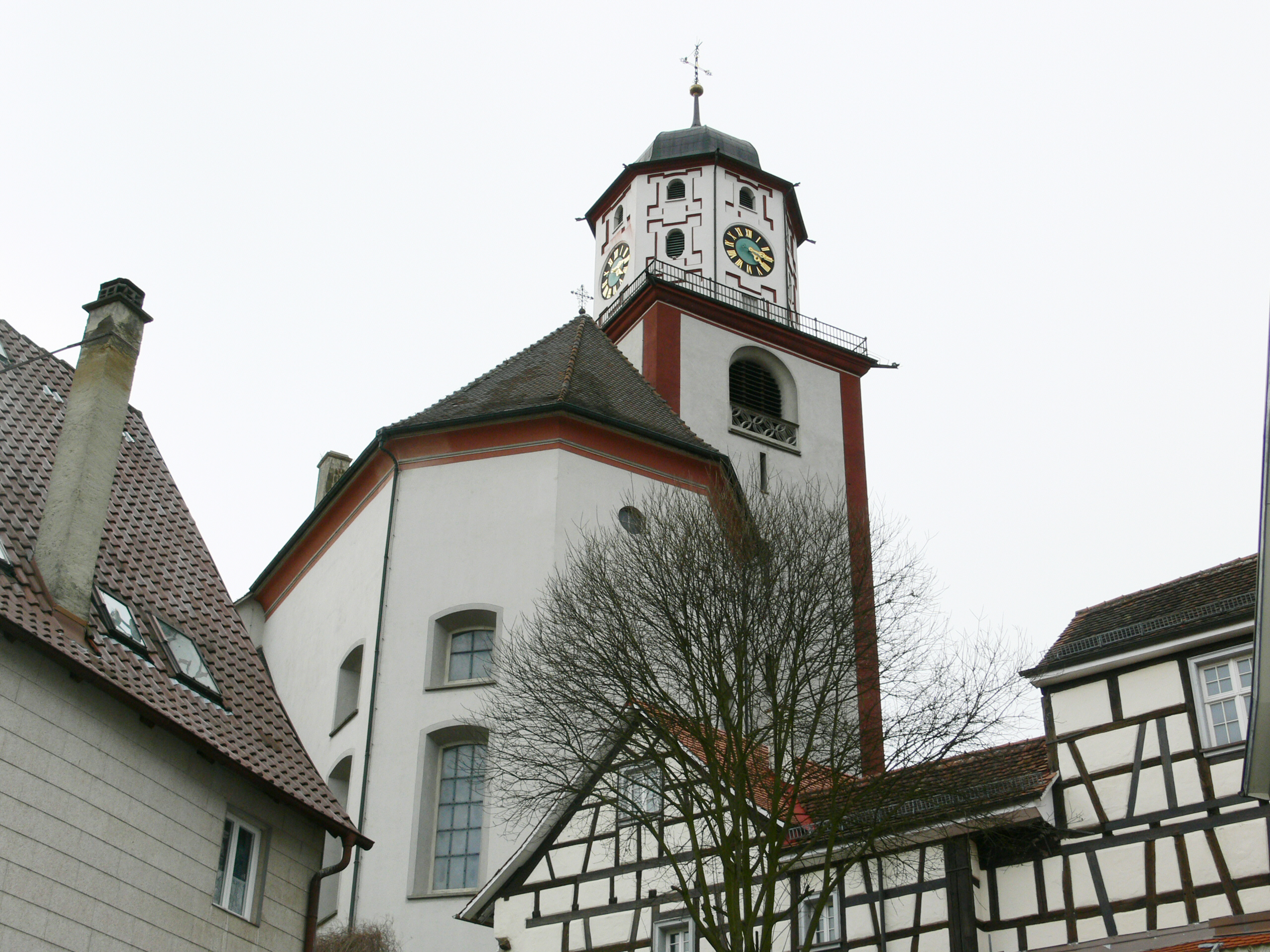
Kościół pw. św. Marcina (St. Martin)

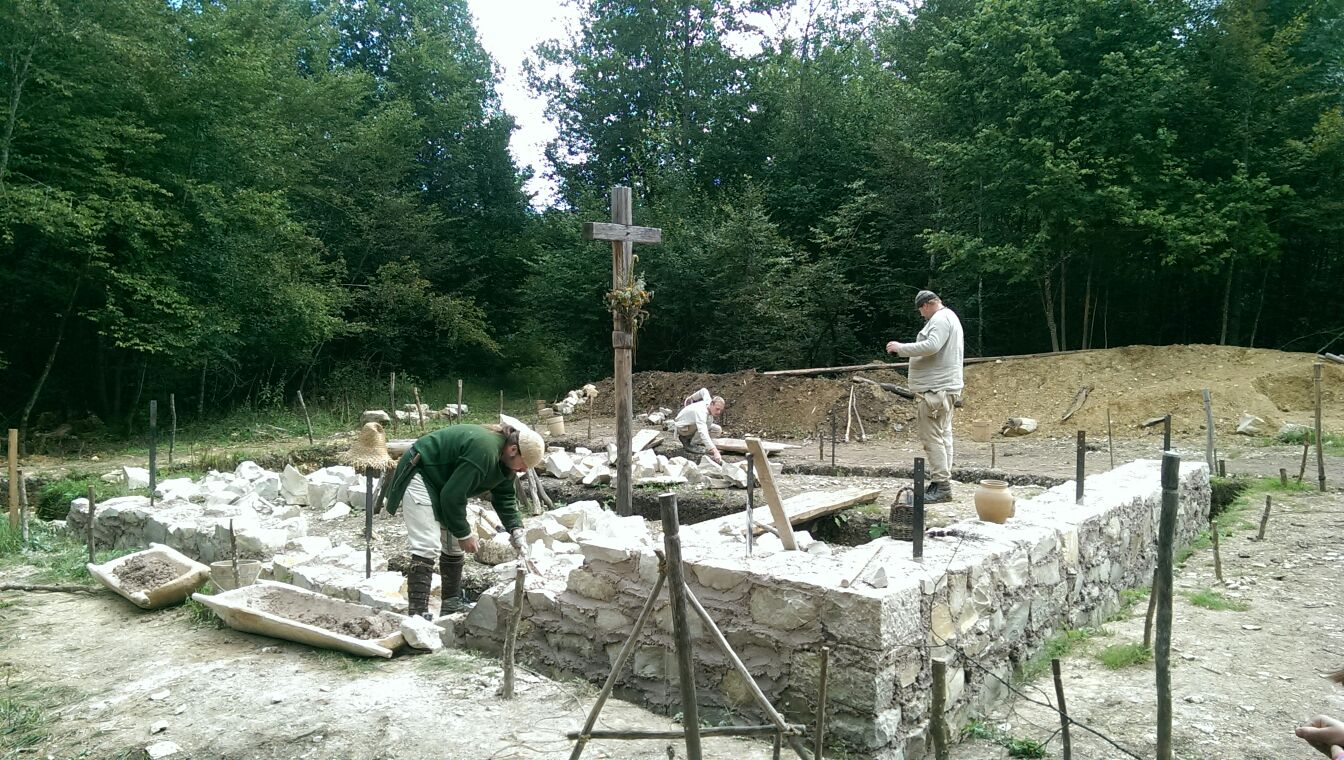
Campus Galli 2014